# Булочка з корицею
Булочка з корицею (також рулет з корицею та данська кориця) — солодка булочка, який зазвичай готують у Північній Європі (переважно в Скандинавії) та Північній Америці. У Швеції її називають канельбулле, у Данії вона відома як кенелснейл (укр. равлик кориці), у Норвегії вона відома як канелболле, шиллігсболлер або канелснурр, а у Фінляндії він відомий як корвапуусті.

## Кондитерські вироби
Булочка з корицею робиться з розкачаного листа дріжджового заквашеного тіста, на яке намащується тонкий шар вершкового масла та посипається суміш кориці та цукру (а в деяких випадках також родзинки чи інші інгредієнти). Потім тісто зкручують у рулет, розрізають на окремі порції та запікають або смажать у фритюрі. Основними інгредієнтами є борошно, кориця, цукор і масло, які надають булочці насичений і солодкий аромат.

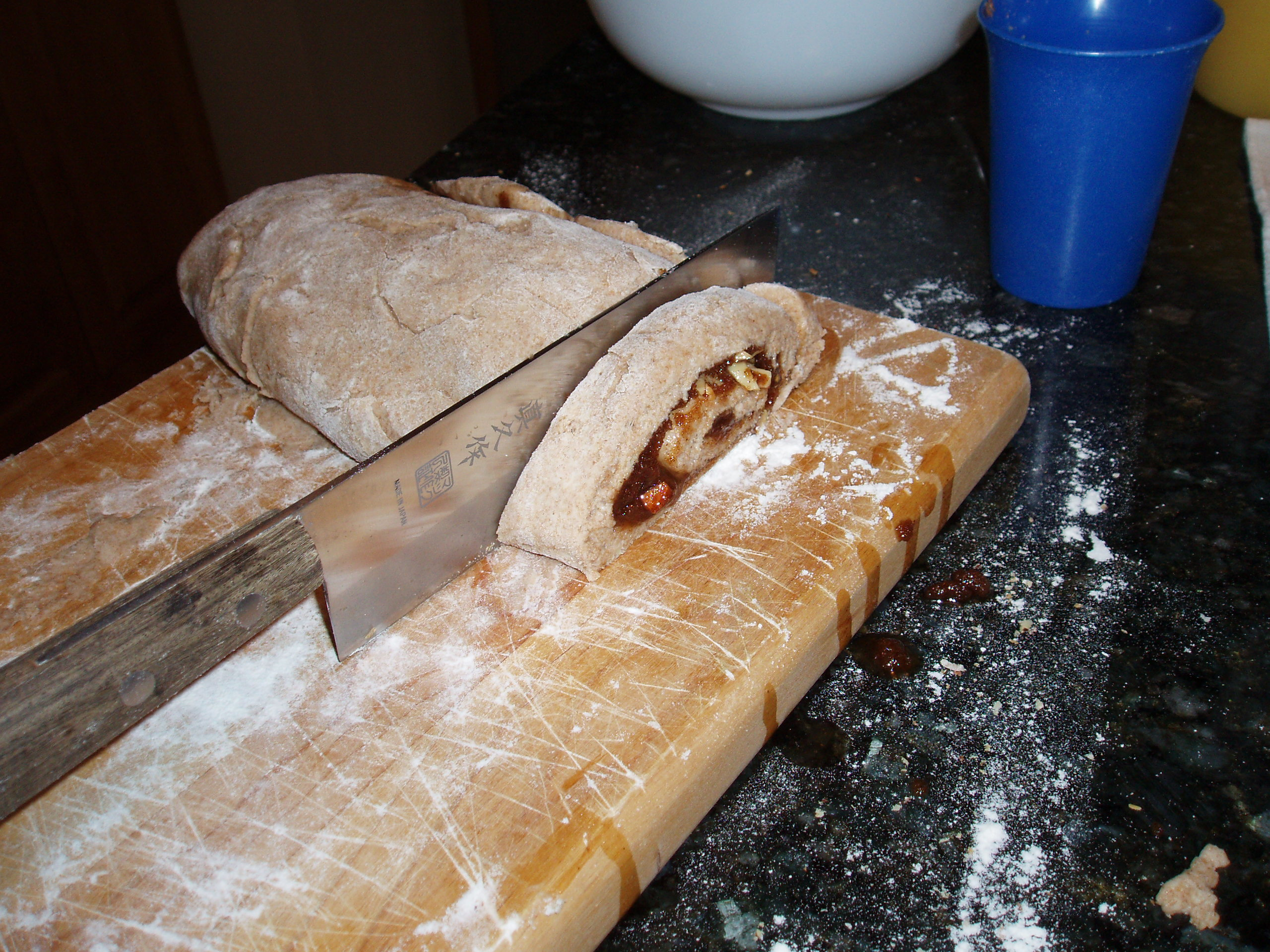
Рулет тіста розрізають на окремі булочки з корицею перед запіканням

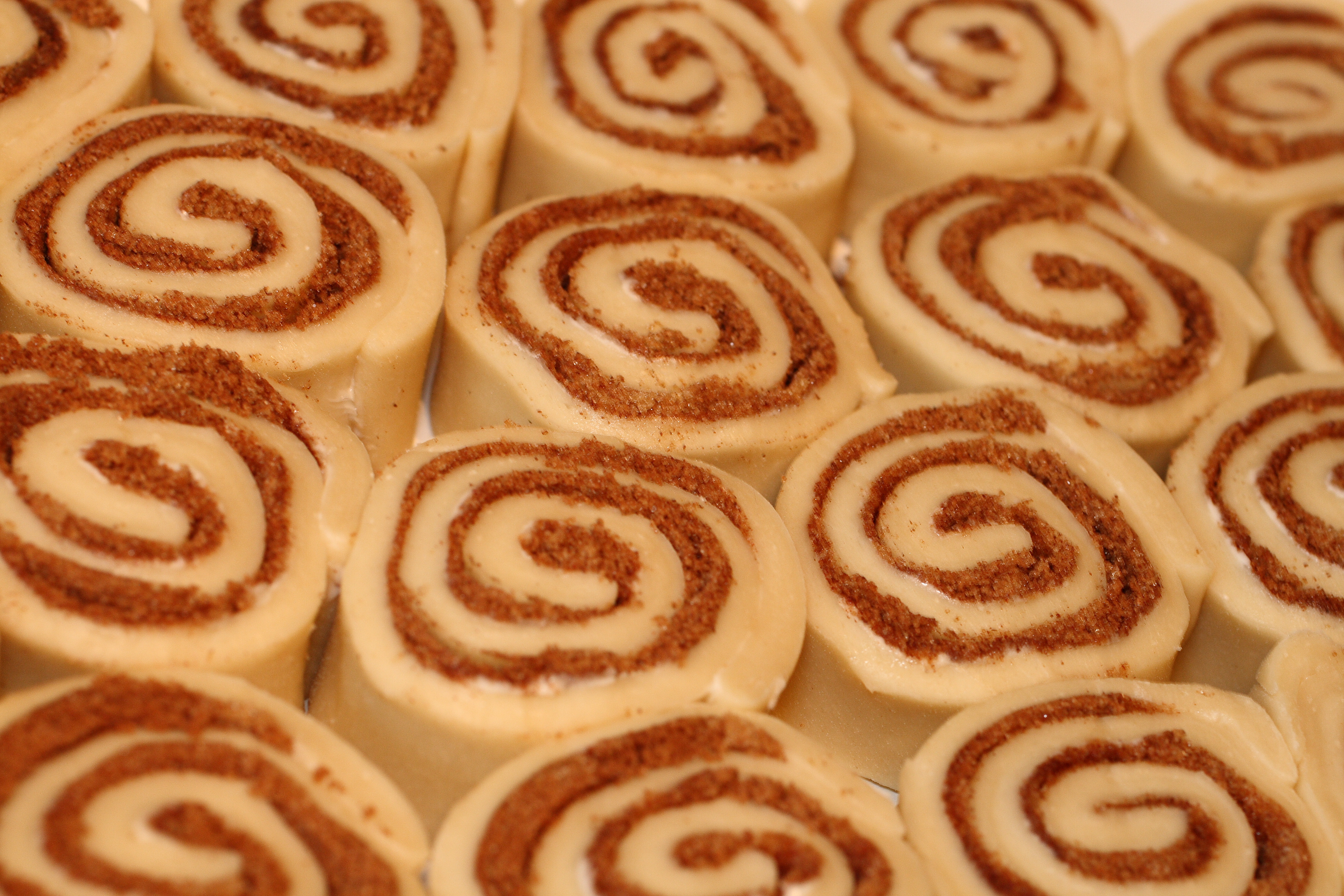
Незапечені булочки з корицею

## Походження
Римські торговці прянощами привезли до Європи шрі-ланкійську спецію корицю.
Значно пізніше Швеція почала використовувати її у своїй випічці, готуючи канельбулле (укр. булочка з корицею). З 1999 року, 4 жовтня у Швеції та Фінляндії відзначається День булочки з корицею (kanelbullens dag). Шведське тісто для канельбулли зазвичай також містить кардамон (порошок або бруньки), надаючи йому характерний аромат.
Розмір булочки з корицею варіюється від місця до місця, але багато виробників пропонують менший розмір приблизно 5 сантиметрів в діаметрі та більший розмір приблизно 10 см у діаметрі. Булочки більшого розміру можна знайти у Фінляндії під назвою корвапуусті, де він може мати діаметр до 20 см і вагою до 200 г.
Гаґа, район у Гетеборзі, Швеція, добре відомий своїми дуже великими булочками з корицею. Ці булочки з корицею називають гаґабуллар або королева кухні. Гаґабуллар зазвичай має діаметр 30 сантиметрів або більше. Шведи використовують перловий цукор для приготування булочок з корицею, а не глазур, як це поширено в Північній Америці.

## Національні варіації
Шведський бутеркака та фінський бостонкакку (укр. бостонський пиріг) — це пиріг, приготований шляхом випікання булочок з корицею у круглій формі для випічки, а не випікання їх окремо, так що вони злипаються, утворюючи великий круглий пиріг.
Німецька варіація, яка наслідує форму скандинавського тістечка, що походить із Гамбурга та його околиць, називається францбрьотхен та, по суті, є тістом з корицею, схожим на французький круасан без кориці.
Британська версія називається булочкою Челсі, яка з'явилася у XVII столітті. Зараз вона зустрічається у кафе, супермаркетах та пекарнях по всій Великій Британії.
Американські булочки з корицею часто поливають глазур'ю (зазвичай на основі цукрової пудри), а іноді смажать, поливають глазур'ю, чим роблять її варіацією дріжджового пончика. Існують також регіональні варіації: на американському Середньому Заході, особливо в Канзасі, булочки з корицею зазвичай їдять з чилі.
У Канаді вони також готують булочки з корицею. Зазвичай вони глазуровані за рахунок цукру, що тане під час випікання, а не политі глазур'ю після випікання, також у них зазвичай немає родзинок. У них може бути так багато кориці, що вони пряні й гострі на смак.

## Традиційні булочки з корицею
У Швеції та Фінляндії булочками з корицею традиційно насолоджуються під час кава-брейку або фіки, тобто зустріччю з друзями. Національний день булочки з корицею (kanelbullens dag) відзначається 4 жовтня у Швеції та Фінляндії.
У Північній Америці булочки з корицею зазвичай їдять на сніданок або десерт. Коли її їдять на сніданок у США, її можуть подати з глазур'ю з вершкового сиру.

## Галерея

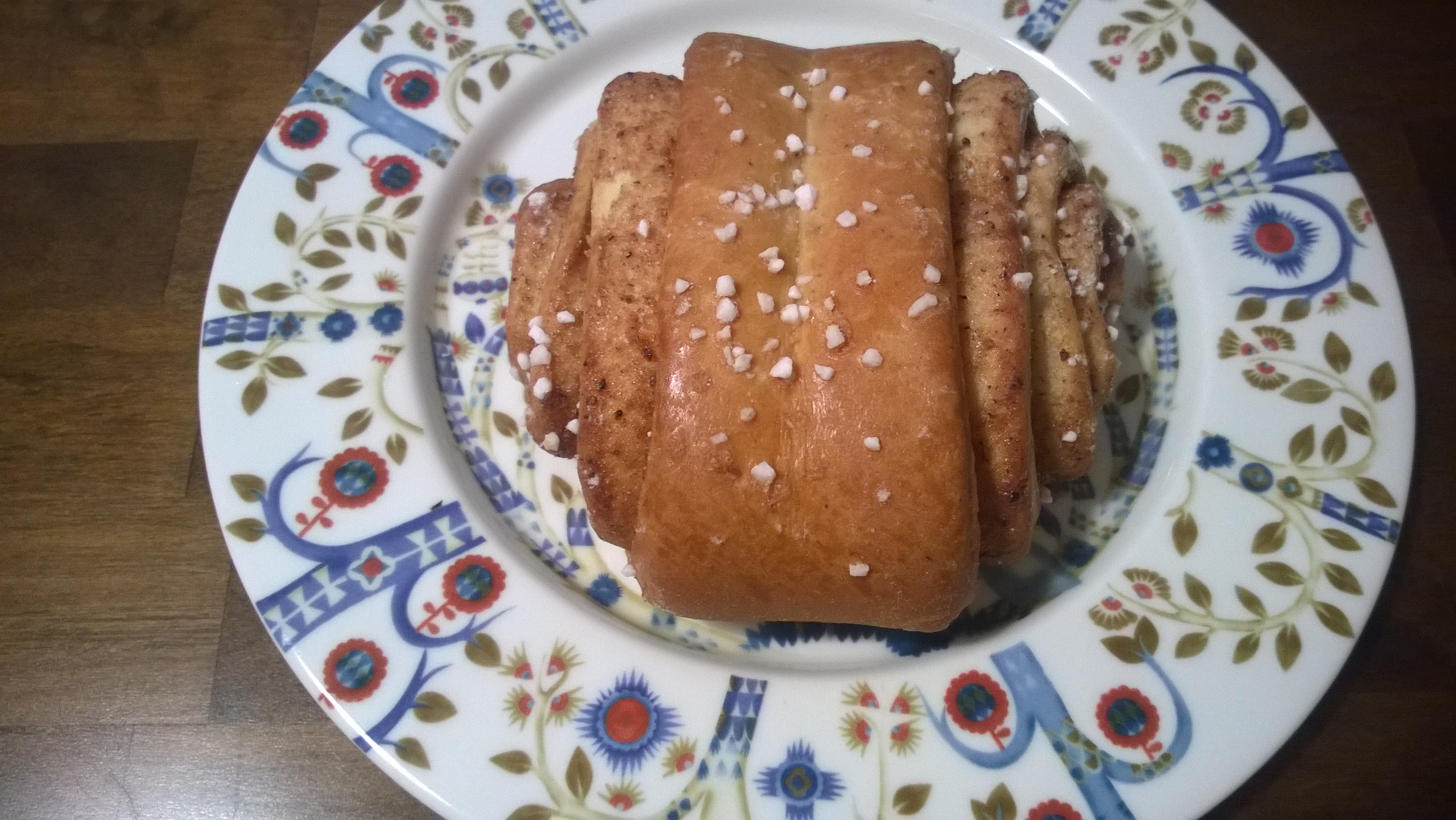
Фінська корвапуусті
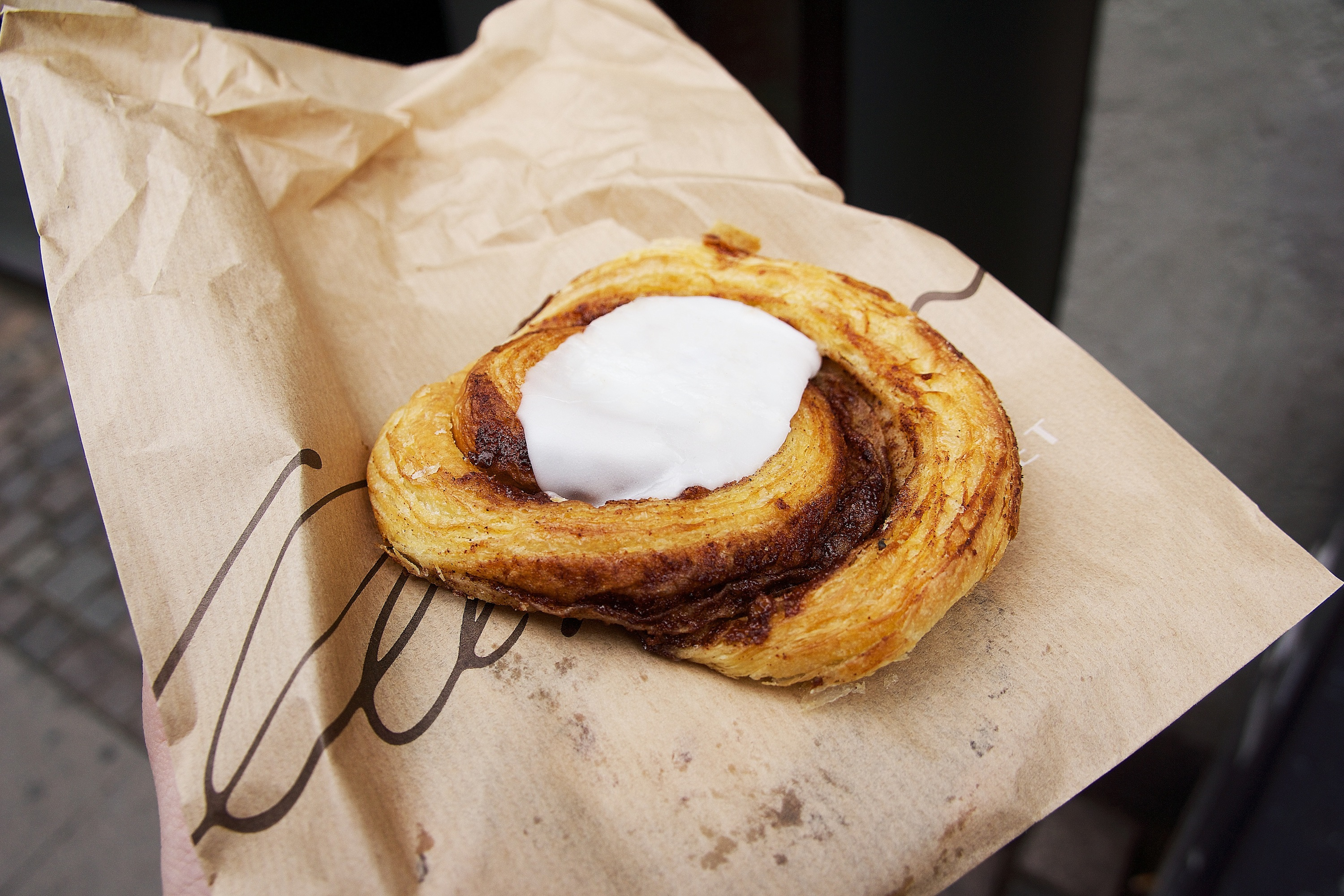
Данська кенелснейл
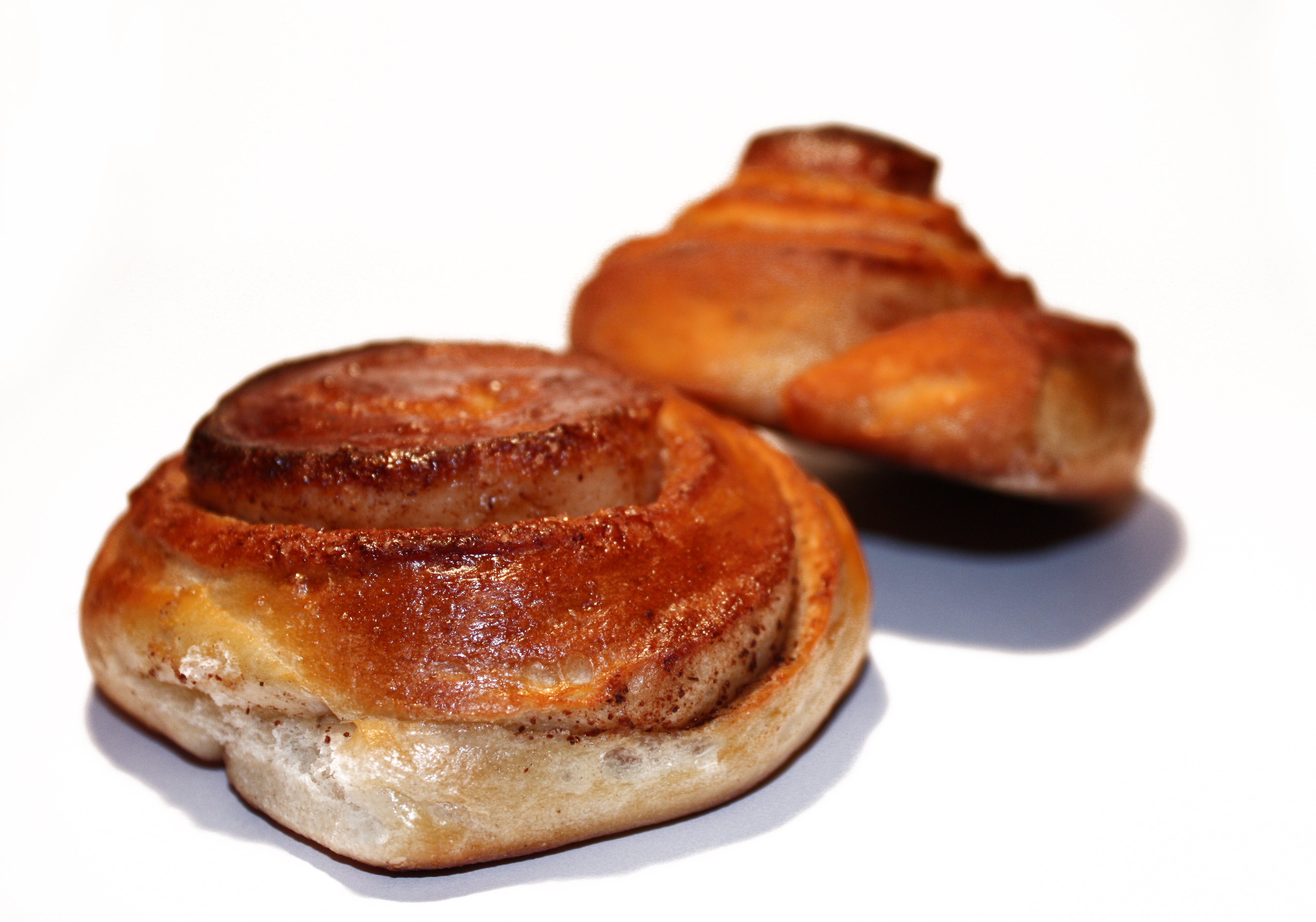
Норвезька шиллігсболлер
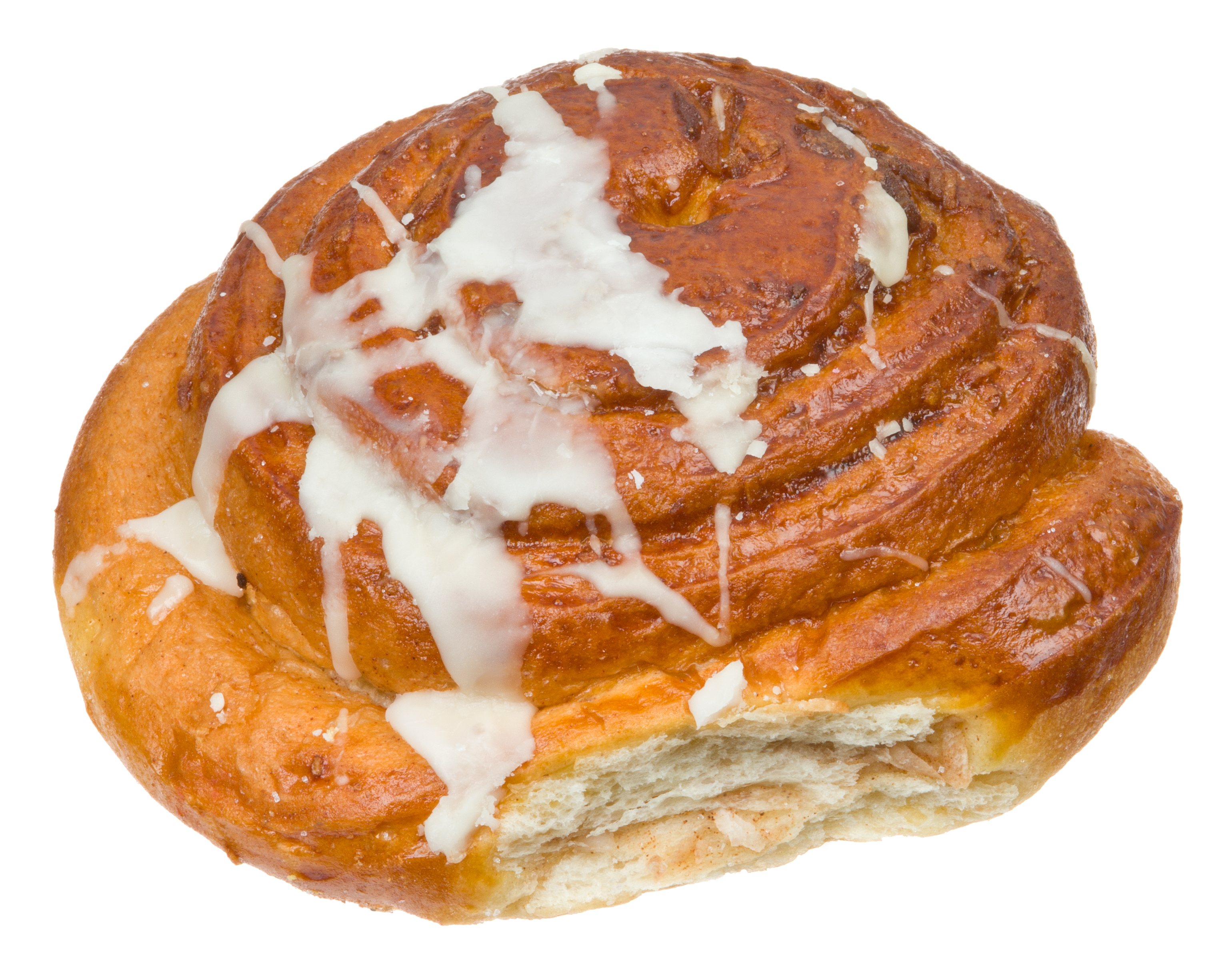
Американська булочка з корицею